# ユーリ・リベイロ
ユーリ・リベイロ（ポルトガル語: Yuri Ribeiro 、1997年1月24日 - ）は、ポルトガル・ブラガ県ヴィエイラ・ド・ミニョ出身のプロサッカー選手。レギア・ワルシャワ所属。ポジションはDF。

## 経歴

### クラブ
SCブラガを経て、2012年にSLベンフィカのアカデミーに入団。2015年5月にリザーブチームでのプロデビューを果たした。2016年12月14日、カップ戦のレアルSC戦でトップチームデビュー。
2019年7月8日、イングランド・EFLチャンピオンシップのノッティンガム・フォレストFCに完全移籍。
2021年8月23日、レギア・ワルシャワに3年契約で移籍。

### 代表
2014年5月に参加したUEFA U-17欧州選手権では4強入りに貢献した。2016年7月にはドイツで開催されたUEFA U-19欧州選手権に参加。
UEFA U-21欧州選手権2017の予選にも出場している。

## 人物
実兄のロメウもプロサッカー選手。

## タイトル

### クラブ
ベンフィカ
- タッサ・デ・ポルトガル: 2016–17